# Mayenne (folyó)
A Mayenne folyó Franciaország területén, a Maine rövidebb, bővizűbb folyója.

## Földrajzi adatok
A folyó a néhai Perche tartományban, Orne megyében ered 300 méteren a tengerszint felett, és Angerstől északra, a Sarthe-tal együtt, Maine-et-Loire megyében torkollik a Maine-be. Hossza 202,3 km, átlagos vízhozama 50 m³ másodpercenként. Vízgyűjtő területe 5 820 km².
Mellékfolyói az Aisne, Varenne, Colmont, Aron, Ernée, Jouanne, Vicoin, Ouette és az Oudon. Laval várostól a torkolatáig hajózható.
Mayenne megye névadója.

## Megyék és városok a folyó mentén
- Orne
- Mayenne: Mayenne, Laval, Château-Gontier
- Maine-et-Loire